# Berthe Kal
Pour les articles homonymes, voir Kal.
Berthe Dyck Kaleka dite Kal, née à Paris le 10 novembre 1913, où elle est morte le 25 avril 2015, est une soprano et pédagogue française.

## Biographie
Fille d'immigrés russe et lituanien, Berthe Kal vient à l'étude de la musique dès l’âge de six ans, par le piano et le solfège.
Dotée d'une grande aisance vocale et de l'oreille absolue, elle se tourne naturellement vers le chant, qu'elle pratique d'abord en chœur, dans la Chorale Populaire de Paris. C'est seulement en 1948 qu'elle prend ses premières leçons, avec Lise Daniels.
Elle entre ensuite à la Schola Cantorum pour étudier l’harmonie, le contrepoint, et la technique vocale auprès d'Irène Joachim puis Jane Bathori.
À partir de 1952, elle est engagée comme soliste de l’ORTF, pour y faire la majeure partie de sa carrière, participant à de nombreuses émissions musicales (Plaisirs de la musique de Roland Manuel ; Livre d'or sur France Culture), concerts, et créations radiophoniques. Elle a l'occasion de se produire sous la direction de Pierre Boulez, Gilbert Amy, Charles Bruck, Pierre Capdevielle, Marius Constant, Bruno Maderna, Manuel Rosenthal, Michel Plasson, Léon Algazi… et de travailler avec les pianistes et organistes Mildred Clary, Janine Reiss, Yvonne Loriod, Irène Aïtoff, Geneviève Joy, Maurice Duruflé, Henriette Puig-Roget…
Recommandée par Jane Bathori, elle rejoint en 1957 la Société de musique d'autrefois fondée par la comtesse Geneviève Thibault de Chambure, pour des concerts sous la direction d'Yvonne Gouverné, jusqu'en 1968.
De 1960 à 1965, elle s'associe à Vladimir Jankélévitch pour une série de concert-conférences à Paris, sur le romantisme musical en Russie, dans le cadre des conférences Connaissance de l'URSS organisés par l'Association France-URSS. Ces "Causerie(s)" étaient l'occasion pour le philosophe de s'illustrer lui-même au piano.
Elle rencontre Nadia Boulanger en 1961, à l'occasion d'un concert à Nice pour le Prince Rainier de Monaco, puis prend part, en 1964, à des leçons d'interprétation musicale d'œuvres de Mozart dans son appartement de la rue Ballu. Nadia Boulanger l'invite la même année, à donner deux récitals de mélodies françaises à la Fondation Singer-Polignac, puis au Conservatoire américain de Fontainebleau.
Connue pour ses qualités de lectrice, elle est régulièrement sollicitée par Manuel Rosenthal, alors professeur de la classe de direction du Conservatoire de Paris, pour participer de 1962 à 1968, aux Prix de Rome de la classe de composition, se familiarisant ainsi avec une grande diversité de langages musicaux.
Comme le souligne Jesus Aguila, Berthe Kal fait partie des rares spécialistes du répertoire contemporain des années 1960 ; elle appartient au cercle de chanteuses telles Cathy Berberian, Helga Pilarczyk, Ethel Semser, Marie-Thérèse Cahn, qui participent aux créations du Domaine musical.
Elle collabore également avec le compositeur Georges Delerue pour des musiques de film, et fait une apparition dans La Promesse de l'aube (1970) de Jules Dassin.

## Récompenses
- 1957 : Prix Maurice Ravel de la Mélodie française
- 1963 : Prix Mozart du concours de l’UFAM

## Créations
Liste non exhaustive
- Jacques Castérède La Cour des miracles, 1956. Orchestre de la RTF, direction : Tony Aubin
- Germaine Tailleferre La petite sirène (la Reine de la mer) opéra de chambre en trois actes, le 30 septembre 1960 à Paris, salle Érard, par l'Orchestre lyrique de la RTF. Direction : Pierre Michel Le Conte.
- Max Pinchard Trois Chorals Du Signe De La Croix pour 4 voix mixtes, sur des poèmes de Gérard Murail, le 16 mars 1961, ORTF
- Paul Méfano Paraboles, 1965, Domaine musical. Direction : Bruno Maderna
- Betsy Jolas Dans la chaleur vacante, 26 janvier 1965. ORTF. Direction : Gilbert Amy
- Jean-Jacques Werner Notes prises à New York, 19 mai 1965, 1re audition à la Société nationale de musique, Salle Cortot. Avec Georges Delvallée au piano.
- Edison Denisov Le Soleil des Incas, 24 novembre 1965. Création française du Domaine musical, au Théâtre de l'Odéon. Direction : Bruno Maderna
- Jean Barraqué Chant après chant, 23 juin 1966 au 28e Festival International de Strasbourg. Avec André Krust au piano, et les Percussions de Strasbourg. Direction : Charles Bruck
- Darius Milhaud Hommage à Comenius op. 421, 15 novembre 1966, UNESCO. Direction : Manuel Rosenthal
- Pierre Mariétan Récit suivi de Légende, pour voix de soprano et sept instruments, 25 janvier 1967 au Théâtre de l'Odéon. Direction : Andrzej Markowski
- Jean-Jacques Werner L’oiseau inaugural, 22 mai 1970 par l'orchestre de chambre de l'ORTF. Direction : Jean-Jacques Werner

## Discographie
- Bohuslav Martinů, Juliette ou la clé des songes (Le petit arabe). Orchestre lyrique de la RTF, direction : Charles Bruck. (Le Chant du Monde LDC 278995.96)
- Bohuslav Martinů, Alexandre bis (Philomène). Orchestre lyrique de la RTF, direction : Jean Doussard (Le Chant du Monde LDC 278994)
- François-Adrien Boïeldieu Ma tante Aurore, ou le Roman impromptu (Marton). Orchestre de chambre de la RTF, direction : Marcel Couraud. (Philips 456 655-2).